# Dreibündenquartier
Das Dreibündenquartier ist ein Ortsteil im Nordosten der Stadt Chur und grenzt an die Quartiere Lacuna, Giacometti, Niederlachen-Untere Au, Tittwiesen und Rhein. Das Quartier besteht aus einer Wohnsiedlung und einem Landwirtschaftsgebiet. Ausserdem fliesst der Mühlbach durch das Quartier.
Koordinaten: 46° 52′ N, 9° 31′ O; CH1903: 758989 / 192110